# Paul Rodgers

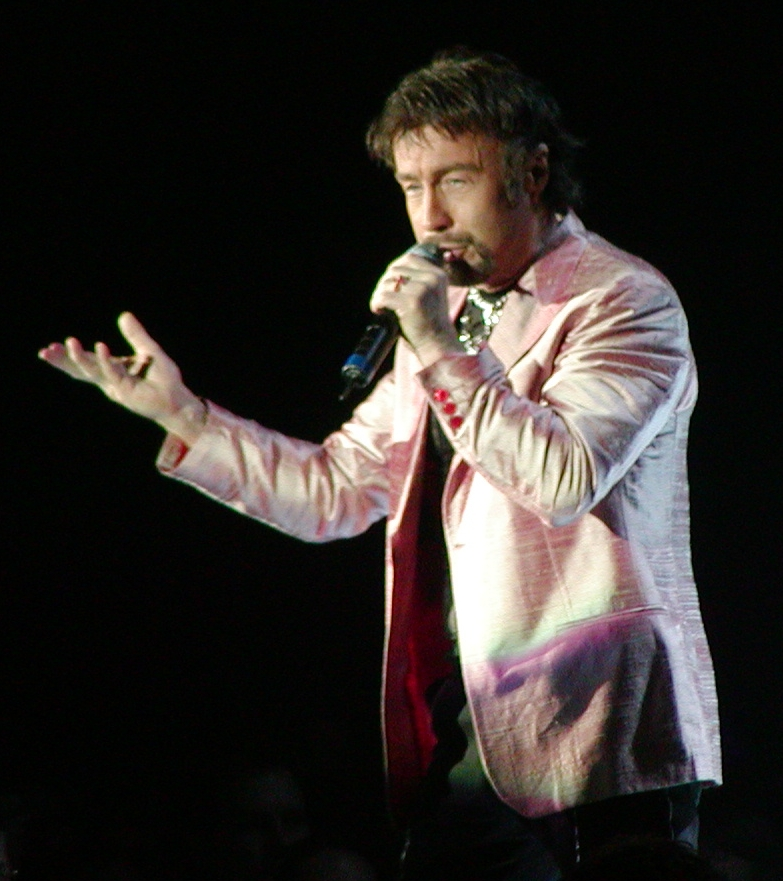
Paul Rodgers în concert cu Queen (2005).

Paul Bernard Rodgers (n. 17 decembrie 1949) este un cantautor englez de muzică rock cunoscut ca membru al trupelor Free și Bad Company. Ambele formații au avut succes internațional în anii 1970. 
Înainte de a deveni artist solo, Rodgers a activat în grupurile The Firm și The Law. În anii 2000, Rodgers a cântat și înregistrat ocazional, după decesul lui Freddie Mercury, cu formația Queen, fără John Deacon, . 
Rodgers este poreclit "The Voice" (Vocea), datorită calităților vocii sale de tenor, printre care intensitatea, volumul și ambitusul sunt cele mai cunoscute. Este clasat pe locul 55 în lista "Celor mai buni 100 de cântăreți ai tuturor timpurilor" stabilită de revista Rolling Stone. 

## Discografie
- Cut Loose (octombrie 1983)
- Muddy Water Blues: A Tribute to Muddy Waters (1993)
- The Hendrix Set (1993 - EP live)
- Live: The Loreley Tapes (1996 - live)
- Now (iunie 1997)
- Now and Live (iunie 1997)
- Electric (iunie 2000)
- Live in Glasgow (16 aprilie 2007)
- The Royal Sessions (2014)